# Titularbistum Vagrauta
Vagrauta ist ein Titularbistum der römisch-katholischen Kirche. 
Das Bistum Vagrauta war in Numidien angesiedelt, einer historischen Landschaft in Nordafrika, die weite Teile der heutigen Staaten Tunesien und Algerien umfasst.
| Titularbischöfe von Vannida |                          |                                                     |                   |                  |
| Nr.                         | Name                     | Amt                                                 | von               | bis              |
| 1                           | Geoffrey Burke           | Weihbischof in Salford (Vereinigtes Königreich)     | 26. Mai 1967      | 13. Oktober 1999 |
| 2                           | George Leo Thomas        | Weihbischof in Seattle (USA)                        | 19. November 1999 | 23. März 2004    |
| 3                           | Cornelio Galleo Wigwigan | Apostolischer Vikar von Bontoc-Lagawe (Philippinen) | 19. März 2004     | 16. Mai 2005     |
| 4                           | Juan Frausto Pallares    | Weihbischof in Erzbistum León (Mexiko)              | 10. Dezember 2005 |                  |